# Vaterpolski klub Mornar Split
Vaterpolski klub Mornar je vaterpolski klub iz Splita osnovan 1949. godine.
Trenutačno nastupa pod nazivom Mornar Brodospas. 

Klub je redoviti član Prve hrvatske vaterpolo lige i Jadranske lige.
Klupsko sjedište je na adresi Poljudsko šetalište 5, Split.

## Poznati igrači
- Zdeslav Vrdoljak
- Ivo Brzica
- Tomislav Franjković[1]
- Ivo Štakula[1]
- Lovro Radonić[1]

## Poznati treneri
- Dragan Matutinović
- Božo Grkinić[1]
- Momo Ćurković

## Klupski uspjesi
Višestruki je državni prvak. Osvajač je i europskih klupskih naslova.
Kup pobjednika kupova
- pobjednik: 1986/87.

Europski superkup
- finalist: 1987.

Mitrov kup
- pobjednik: 1953.[1]

Jugoslavensko prvenstvo
- prvak: 1952., 1953., 1955., 1956., 1961.
  - doprvak: 1950., 1951., 1957.

Zimsko prvenstvo Jugoslavije
- doprvak: 1962.

Jugoslavenski kup
- finalist: 1973., 1985./86.

## Međunarodna natjecanja

### Plasmani uJadranskoj ligi
| sezona           |           | mj         | ut | pob | ner | por | golovi  | bod | doigravanje | napomene                              |
| ---------------- | --------- | ---------- | -- | --- | --- | --- | ------- | --- | ----------- | ------------------------------------- |
| Mornar Brodospas |           |            |    |     |     |     |         |     |             |                                       |
| 2008./09.        |           | 8./12      | 22 | 7   | 2   | 13  | 193:221 | 16  |             |                                       |
| 2009./10.        |           | 8./13      | 24 | 8   | 2   | 14  | 219:251 | 18  |             |                                       |
| 2010./11.        |           | 7./13      | 12 | 5   | 1   | 6   | 110:126 | 16  | 7. mjesto   |                                       |
| 2011./12.        | za prvaka | 6./6 6./13 | 17 | 7   | 0   | 10  | 159:184 | 21  |             | uračunati svi rezultatii iz 1. dijela |
| 2012./13.        |           | 5./12      | 22 | 10  | 0   | 12  | 208:230 | 30  |             |                                       |
| 2013./14.        |           | 5./12      | 22 | 13  | 1   | 8   | 240:178 | 40  |             |                                       |
| 2014./15.        | za prvaka | 1./8 7./15 | 20 | 10  | 0   | 10  | 183:193 | 30  |             | uračunati svi rezultatii iz 1. dijela |
| 2015./16         | A1 liga   | 6./10      | 18 | 7   | 1   | 10  | 146:172 | 22  |             |                                       |

## Sastavi momčadi

#### Pobjednici Mitrov kupa 1953.
Sastav prvaka: Lovro Radonić, Bruno Cvitan, Boško Vuksanović, Božo Grkinić, Tomislav Franjković, Ivo Štakula, Darko Šarenac.

## Vanjske poveznice
- Službene stranice  Arhivirana inačica izvorne stranice od 23. ožujka 2010. (Wayback Machine)
- Povijest  Arhivirana inačica izvorne stranice od 11. ožujka 2010. (Wayback Machine)